# Недезаргова площина
Недезаргова площина — це проєктивна площина, яка не задовольняє теоремі Дезарга, іншими словами, яка не є дезарговою. Теорема Дезарга виконується у всіх проєктивних просторах розмірності, відмінної від 2, тобто, для всіх класичних проєктивних геометрій над полем (або тілом), проте Гільберт виявив, що деякі проєктивні площини не задовольняють теоремі.

## Приклади
Деякі приклади є скінченними геометріями. Для скінченної проєктивної площини порядок на одиницю менший від числа точок на прямій (це константа для всіх прямих). Деякі приклади недезаргових площин:
- Площина Молтона.
- Будь-яка проєктивна площина порядку, що не перевищує 8, є дезарговою, але існує три недезаргових площини порядку 9, кожна по 91 точці і 91 прямій[2]
- Площини Г'юза[en].
- Муфангові площини[en] над альтернативними тілами, які не є асоціативними, як, наприклад, проєктивна площина над октоніонами.
- Площини Голла[en].
- Площини Андре[en].

## Класифікація
За Вайбелем, Х. Ленц дав схему класифікації для проєктивних площин 1954 року і її допрацював А. Барлотті 1957 року. Ця схема класифікації ґрунтується на типах транзитивності точка-пряма, дозволених групою колінеації площини і відома як класифікація проєктивних площин Ленца — Барлотті. Список 53 типів дано в книзі Дембовскі. Таблиця відомих результатів про існування (для груп колінеації і площин, що мають такі групи колінеації) як для скінченного, так і нескінченного випадку, міститься на сторінці 126 книги. За словами Вайбеля, «36 із них існують як скінченні групи. Від 7 до 12 існують як скінченні проєктивні площини і 14 або 15 існують як нескінченні проєктивні площини.»
Існують і інші схеми класифікації. Одна з найпростіших схем базується на типі плоского тернарного кільця, яке можна використовувати для введення координат на проєктивній площині. Ці типи: поле, тіло, альтернативні тіла, напівполя, майже поля, праві майже поля, квазіполя і праві квазіполя.

## Конічні перетини
У дезарговій проєктивній площині конічний перетин можна визначити різними еквівалентними способами. У недезаргових площинах доведення еквівалентності виявляються хибними і різні визначення можуть дати нееквівалентні об'єкти. Остром Т. Г. запропонував назву конкоїд для цих подібних конічних перетинів фігур, але не навів формального визначення і термін, як видно, не набув поширення.
Існує кілька способів визначення конічних перетинів на дезаргових площинах:
1. Множина абсолютних точок[10] полярності відома як конічний перетин фон Штаудта[en]. Якщо площина визначена над полем характеристики два, отримаємо тільки вироджені конічні перетини[en].
2. Множина точок перетинів відповідних прямих двох пучків, які проєктивно, але не перспективно, пов'язані, відома як конічний перетин Штейнера[en]. Якщо пучки перспективно пов'язані, перетин вироджений.
3. Множина точок, координати яких задовольняють незвідному однорідному рівнянню другого степеня.

Крім того, на скінченній дезарговій площині:
1. Множина q + 1 точок, ніякі три з яких не колінеарні в PG(2,q), називають овалом. Якщо q непарне, овал є конічним перетином у сенсі пункту 3 вище.
2. Конічний перетин Острома ґрунтується на узагальненнях гармонічних множин.

Артці дав приклад конічних перетинів Штейнера на муфанговій площині, які не є перетинами фон Штаудта. Гарнер навів приклад конічного перетину фон Штаудта, який не є конічним перетином Острома на скінченній площині напівполя.